# Le Scaphandre et le Papillon
Cet article concerne le roman de Jean-Dominique Bauby. Pour le film de Julian Schnabel, voir Le Scaphandre et le Papillon (film).
Le Scaphandre et le Papillon est un ouvrage autobiographique de Jean-Dominique Bauby paru en 1997.

## Thème
Jean-Dominique Bauby raconte dans ce livre sa vie avant son attaque cérébrale et son expérience du locked-in syndrome qui l'a enfermé dans un corps ne répondant plus à son esprit, d'où la métaphore du titre. Il a écrit la plupart des chapitres de son livre en dictant chaque lettre à Claude Mendibil par le seul moyen de communication qui lui restait : le clignement de son œil gauche. Quelques chapitres ont été dictés à Michel Abécassis, son adjoint à Elle.

## Tirage, éditions
Le livre est vendu à 370 000 exemplaires et traduit dans 30 pays.
En France, il y a eu deux éditions :
- Robert Laffont  (ISBN 978-2-221-08172-3)
- Pocket (édition de poche)  (ISBN 978-2-266-08059-0)

## Adaptation cinématographique
En mai 2007, une adaptation cinématographique, également titrée Le Scaphandre et le Papillon, réalisée par Julian Schnabel et avec Mathieu Amalric dans le rôle principal, sort en salle.

## Résumé
- Prologue : l’auteur nous raconte ses premiers moments dans son LIS (locked-in syndrome, syndrome d'enfermement). Il décrit les souvenirs de ses proches, sa paralysie et sa paupière gauche qui peut bouger, la journée type dans la chambre 119 à l’Hôpital maritime de Berck. Seul son esprit peut « bouger » car son corps est totalement paralysé. Il raconte le moment où l’infirmière vient le réveiller : il est 7 heures du matin.
- Le fauteuil : Il n’a jamais vu autant de blouses blanches et ne comprend pas encore le lien entre lui et un fauteuil roulant. Plus tard dans le chapitre, il comprend qu’il est « handicapé ». Il demande ensuite à une « blouse blanche » de lui allumer la télé pour regarder Des chiffres et des lettres.
- La prière : à Berck, ils ne sont que 2 ayant un LIS. JD peut pivoter la tête. Il espère pouvoir récupérer une alimentation plus normale pour manger sans une sonde gastrique et pense qu’à long terme il pourra reparler. Il raconte que les parties de son corps sont dédiées à toutes sortes de culte (l'œil droit à un marabout camerounais par exemple).
- Le bain : à 8h30 la kiné Brigitte vient faire bouger ses bras et ses jambes gagnés par l’ankylose. Il a perdu 30 kg en 20 semaines. Il peut désormais faire pivoter sa tête à 90°. La séance de kiné se termine par un massage facial. Il prend un bain par semaine. À 10h30 il doit se diriger vers la salle de rééducation.
- L’alphabet : son alphabet est E S A R I N T U L O M D P C F B V H G J Q Z Y X K W, ce qui est en fait l'ordre des lettres de la plus courante à la moins courante en français. On lui lit l’alphabet et lorsqu’il entend la lettre il cligne de l’œil gauche.
- L’impératrice : il nous informe que l’impératrice Eugénie, femme de Napoléon III, était la marraine de l’établissement. Et il nous parle de la galerie de l’Hôpital maritime de Berck. Il y a eu une visite impériale le 4 mai 1864. L’auteur s’imagine aux côtés d’Eugénie. Un jour, il voit un reflet qu’il trouve moche : bouche tordue, nez accidenté, cheveux en bataille, et ensuite il comprend que cet homme c’est en fait lui. Il se rend compte qu’il est handicapé mais aussi moche.
- Cinecitta : c’est en fait une région imaginaire, inventée par l’auteur, de l’hôpital maritime de Berck. Berck se situe dans le Pas-de-Calais. L’hôpital a été créé sous le second empire. JD est dans le pavillon Sorel. Il découvre un coin de l’hôpital où l’on peut voir un phare, l’auteur nomme ce coin Cinecitta.
- Les touristes : JD nous dit que l’hôpital a abandonné ses fonctions pédiatriques pour s’occuper des misères de l’âge. Il y a vingt comateux dans l’hôpital, des vieillards en déshérence et on y trouve quelques obèses. Les touristes sont ceux qui ne restent pas longtemps dans l’hôpital, qui viennent juste pour réparer leurs membres brisés, comme les sportifs, les accidentés de la route, etc. Pour lui, la salle de kiné est le meilleur poste d’observation des patients qui suivent une rééducation, il nous décrit certaines de ces personnes. Et toutes les personnes détournent leur regard lorsqu'il les regarde.
- Le saucisson : ses essais alimentaires ne sont pas des réussites car un peu de yaourt s’est égaré dans ses voies respiratoires. Sa seule façon de manger est une sonde reliée à l’estomac qui lui donne à « manger » une substance brunâtre pour son apport en calories journalier. Il pense cultiver l’art des souvenirs. Ensuite, il nous raconte comment il se remémore des souvenirs en se servant d’une image : en faisant la cuisine (« si je fais la cuisine, c’est toujours réussi », « selon mon humeur je m’offre une douzaine d’escargots »…). Le saucisson est un souvenir qui est ancré dans sa mémoire. La femme qui lui vendait les saucissons a aussi épousé son grand-père.
- L’ange gardien : la femme qui a conçu l’alphabet qui permet à JD de communiquer est Sandrine, l’orthophoniste. Il dit que seule Sandrine et une psychologue arrivent à pratiquer son alphabet et que même si ses amis l’ont appris, ils ne le pratiquent pas. Il raconte que quelqu’un qui lui rendait visite lui a éteint la télé alors qu’il regardait le match de foot Bordeaux-Munich. Il était rédacteur en chef du journal féminin ELLE. Au téléphone, sa fille Céleste (9 ans dans 5 mois) lui raconte des balades à dos de poney, son père traverse sa 93e année (c’est-à-dire qu’il a 92 ans).
- La photographie : la dernière fois qu’il a vu son père, c’est la semaine avant l’accident, il le rasait. Dans ce début de chapitre, il décrit son père. Il se souvient aussi avoir été un cancre. Son père lui téléphone de temps à autre. La photographie est une photo d’un mini-golf où il était allé avec ses parents s’aérer, dans une bourgade venteuse et pas très gaie pendant un week-end de printemps. Au dos, il était écrit Berck-sur-Mer, avril 1963.
- Une autre coïncidence : l’auteur s’identifie à Noirtier de Villefort, personnage du Comte de Monte-Cristo, car ce personnage est sur une chaise à roulettes et doit cligner 1 fois de l’œil pour dire oui et 2 fois pour dire non (il s'agit du premier LIS apparu en littérature). Il aurait voulu écrire une transposition moderne de ce livre mais où Monte-Cristo serait une femme. Certains soirs, il a l’impression que « bon papa Noirtier » vient patrouiller dans les couloirs.
- Le rêve : il se souvient d’un rêve dans lequel il neige à gros flocons, et où son ami Bernard et lui essaient de regagner la France qui est paralysée par une grève générale. Ensuite, ils ont rendez-vous avec un puissant homme d’affaires italien qui a installé son QG dans le pilier d’un viaduc, loin des regards indiscrets. En entrant dans le QG, il rencontre Radovan Karadžić, le leader serbe. Bernard lui dit que JD a du mal à respirer et le leader serbe lui fait une trachéotomie. Pour boire dans ce repaire, c’est comme les masques à oxygène qui tombent du plafond. Ils ont été drogués. Plus tard dans le rêve, la police arrive et il s’échappe de ce lieu. JD aimerait bien s’enfuir mais dès qu’il en a la possibilité, il est statufié, momifié et une seule porte le sépare de la liberté. Il a peur que ses amis tombent dans le même piège mais ne peut pas les prévenir, il est incapable de prononcer la moindre parole.
- La voix off : il raconte qu’un matin en se réveillant, un homme était en train de coudre sa paupière droite avec du fil et une aiguille. JD devra garder sa paupière cousue pendant six mois parce que la paupière ne jouait plus son rôle de store mobile et protecteur et qu'il risquait une ulcération de la cornée. Il s’imagine en train de créer une pièce de théâtre qu’il pourrait appeler L’œil ou Le scaphandre ou La Cocotte-Minute, dans laquelle un homme apprendrait à vivre avec un LIS à cause d’un grave accident cardio-vasculaire. Dans cette pièce, il y aura une voix off reproduisant le monologue intérieur de cet homme. Il imagine déjà la dernière scène dans laquelle l’homme se réveille, marche et se dit « Merde, c’était un rêve. ».
- Jour de chance : au début, un méchant sort s’acharne sur la chambre 119 : depuis une demi-heure, l’alarme de l’appareil qui sert à réguler son alimentation s’est mise à sonner dans le vide. En outre, sa transpiration a décollé le sparadrap qui ferme sa paupière droite, et enfin l’embout de sa sonde urinaire s’est déboîté et il est complètement inondé.
- La trace du serpent : ce chapitre parle du pèlerinage à Lourdes de JD et de Joséphine, son amie de l’époque, dans les années 1970. Pendant le voyage ils vont se disputer plusieurs fois. Plus tard dans un magasin JD achètera une sainte vierge qu’il voudrait offrir à Joséphine mais celle-ci va le quitter. En voulant lire son livre La Trace du Serpent il remarque que Joséphine lui a laissé un mot prenant au moins 2 chapitres de son livre où il est écrit « Je t’aime, Ducon. Ne fais pas souffrir ta Joséphine. ».
- Le rideau : JD reçoit la visite de ses enfants Théophile et Céleste qui viennent pour la fête des pères. Ils s’installent au Beach Club. JD tombe dans une grande tristesse parce que son fils assis à 50 cm de lui le regarde sagement et lui, son père, ne peut pas passer ses mains dans les cheveux drus de son fils. C’est une fatalité qu’il décrit comme dégueulasse. Ils jouent au pendu, et c’est Théophile qui remporte la partie. En même temps, Céleste fait des cabrioles et impressionne les spectateurs. Mais Théophile considère cela comme une honte.
- Paris : il trouve que son ancienne vie brûle encore en lui mais se réduit de plus en plus aux cendres du souvenir. Depuis qu’il est enfermé dans son scaphandre il a fait deux voyages éclairs à Paris en milieu hospitalier pour recueillir les avis de nombreux médecins. Il raconte que la première fois qu’il était de passage à Paris, il est passé par hasard en ambulance devant l’immeuble ultra-moderne où il exerçait son métier de rédacteur en chef de Elle, ce qui lui a procuré une émotion qui l’a submergé. La deuxième fois qu’il y est allé (4 mois plus tard), il était devenu indifférent devant cet immeuble. Sa visite de Paris ne lui a fait ni chaud ni froid. Il dit que rien ne manquait sauf lui : il était ailleurs.
- Le légume : le 8 juin ça fera 6 mois que sa nouvelle vie a commencé. Il nous récite les premières phrases de la lettre qu’il a décidé d’envoyer à ses amis et relations (une soixantaine de personnes). Il nous déclare que des rumeurs ont circulé sur lui au Café de Flore où une personne disait « Sais-tu que B. est transformé en légume ? » et l’autre répondait « Évidemment, je suis au courant. Un légume, oui, un légume. ». Il poursuit de mois en mois une correspondance collective qui lui permet de toujours être en communion avec ceux qu’il aime. Il reçoit des lettres qu’il lit lui-même scrupuleusement et les garde toutes comme un trésor.
- La promenade : JD aimerait sortir de l’hôpital, car cela fait peut-être des semaines ou des mois qu’il n’est pas sorti pour se promener sur l’esplanade qui longe de bord de mer. Pour lui la balade est un parcours du combattant, car il faut traverser 3 parkings dont les revêtements rugueux mettent ses fesses à rude épreuve, et des plaques d’égout, des nids de poule et des voitures garées sur le trottoir qui sont autant d'obstacles pour cette promenade. Il décrit la mer avec ses parasols, ses planches à voile, etc. Il dit qu’à Berck le fauteuil roulant est aussi courant que la Ferrari à Monte-Carlo. Il raconte sa promenade avec Brice et Claude, il en connaît une depuis 15 jours et l’autre depuis 25 ans. Son univers est divisé entre les personnes qui l’ont connu avant et celles qui l’ont connu après. Ils rentrent dans le bar de la plage et dans celui-ci ils croisent Fangio, une curiosité de l’hôpital qui ne peut pas s’asseoir et est donc condamné à rester debout ou couché. JD  dit qu’il ne se lasse jamais de l'odeur de graillon provenant du camion à frites.
- Vingt contre un : le cheval s’appelait Mithra-Grandchamp. Il raconte qu'il y a plus de 10 ans, Vincent et lui tenaient les rênes d’un quotidien du matin maintenant disparu. Dans ce chapitre, il raconte 2 histoires en même temps, celle de l’arrivée de Vincent à Berck pour lui rendre visite et une histoire où Vincent et lui étaient allés voir une course de chevaux. Ils allaient parier sur Mithra-Grandchamp mais le guichet des paris s’est fermé avant qu’ils puissent faire leur pari. À la fin, c’est ce cheval qui l’emporta. Pour Vincent et lui ce fut une occasion manquée. Pour lui, Mithra-Grandchamp, c'est les femmes qu’ils n’ont pas su aimer, les chances qu’ils n’ont pas saisies, les instants de bonheur qu’ils ont laissé s’envoler. Il nous dit s’en être sorti en remboursant toutes les mises.
- La chasse au canard : il raconte tous les bruits de l’hôpital, de la plage et de la rue qui le dérangent beaucoup. JD se souvient d’un voisin qu’il avait eu dans l’hôpital et à qui on avait offert un canard en peluche muni d’un système de détection sophistiqué. À chaque fois que l’on entrait dans la chambre, il émettait une musique aigrelette et lancinante, c'est-à-dire 80 fois par jour. Et loin de ces raffuts il peut écouter les papillons qui volent à travers sa tête. Il entend de mieux en mieux les papillons dans sa tête.
- Dimanche : il nous informe que étant jeune, en 4e, il aimait bien le grec. Il nous raconte un dimanche et nous dit que rien ne se passe ce jour-là, ni kiné, ni orthophoniste, ni psy. Ces jours-là sont organisés des pique-niques familiaux et du ball-trap ou de la pêche à la crevette. Il nous dit qu’il faut bien allumer la télé et ne pas rater son coup car il risque de se passer 3h ou 4h avant que ne revienne quelqu'un pour changer la chaîne. Il préfère les documentaires sur l’art, l’histoire et les animaux. Dans son univers, les heures s’étirent et les mois passent comme des éclairs, il n’en revient pas d’être en août.
- Les demoiselles de Hong Kong : JD a adoré voyager. Chaque matin à l’aube il s’envole pour Hong Kong où se tient le séminaire des éditions internationales de son journal. Il compte les pays où est édité son journal pour faire passer le temps (28 pays).
- Le message : dans ce chapitre, il évoque une table où il y a des gobelets vides et une machine à écrire avec des feuilles de papier rose engagée de travers. Il attend que quelqu’un inscrive un message dessus à son attention.
- Au musée Grévin : pendant une nuit, JD a visité le musée Grévin en songe. Pour lui il avait beaucoup changé. Il nous décrit l’entrée du musée et n’arrive pas à reconnaître les premières statues de cire, qui sont en fait les aides-soignants ou infirmières qui se succèdent à son chevet du matin au soir. Il méprise certaines de ces personnes car il y en a qui lui ont tordu un bras ou laissé la télé allumée le soir. Chaque personne de l’hôpital a un surnom que seul JD connaît. En fait il les aime tous bien, ses bourreaux. Dans la salle suivante du musée il a découvert sa chambre d’hôpital maritime reproduite à l’identique. Assis sur un tabouret, Michel remplissait le cahier où mes visiteurs mettent tous leurs propos. Anne-Marie arrange un bouquet de quarante roses. Bernard tient le Journal d’un attaché d’ambassade de Paul Morand. Florence épingle les dessins d’enfants et Patrick, adossé à un mur, semble perdu dans ses pensées. JD a voulu continuer sa visite mais un gardien l’a interpellé. JD clignait des yeux et au réveil une vraie infirmière se penchait sur lui et disait : « Votre cachet pour dormir, je vous le donne maintenant ou dans une heure ? ».
- Le fanfaron : dans ce chapitre, JD se souvient d’un camarade de classe mythomane, Olivier. Il se prenait de temps en temps pour un ami de Johnny Hallyday, ou bien il était allé à Londres pour voir le nouveau James Bond à moins qu’on lui ait prêté la nouvelle Honda. Olivier exerce dans la pub son inépuisable talent de doreur de pilule et aimait fanfaronner de temps en temps. À la fin de ce chapitre, JD s’imagine trois destins de substitution : pilote de Formule 1, soldat et coureur cycliste. Il envie en fait son ami Olivier et sa maîtrise dans l’art de se raconter des histoires.
- « A Day in the life » : JD décide de nous parler du vendredi 8 décembre 1995, ce sinistre souvenir : c’était la grève, il entamait avec Florence sa nouvelle journée, aujourd’hui il devait aller essayer un nouveau modèle d’une firme automobile. Tout au long de son voyage en voiture, il écoutait les Beatles (« A Day in the Life »). Arrivé à son travail, il découvre un message demandant de téléphoner à Simone Veil, ancienne ministre de la santé, elle n’était pas contente de sa photo dans le dernier numéro. Il repart en voiture et après 1h30 de route il arriva devant son ancienne maison, où il avait vécu pendant 10 ans. Théophile l’attendait à l’entrée. Quand Théophile fut monté à bord, ils partirent au théâtre. Sa vue commençait à se troubler et ses idées s’embrouillaient. Il se rangea donc sur le côté au 1er carrefour. Il s’affala sur le siège arrière et demanda à Théophile d’aller chercher Diane, sa belle-sœur. Elle était infirmière. Arrivée sur place, elle l’examina et décida de l’emmener à la clinique la plus proche. Il fut accueilli par tout un tas de médecins. Il eut juste le temps de se demander où était Théophile puis il sombra dans le coma.
- La rentrée : l’été tire à sa fin. JD n’a que des échos de la rentrée littéraire, rentrée des classes, rentrée parisienne. Claude relit les textes qu’ils ont écrits ensemble depuis deux mois. Il se demande si dans le cosmos, il y a une clé qui peut déverrouiller son scaphandre, une ligne de métro sans terminus, une monnaie assez forte pour racheter sa liberté. « Il faut chercher autre part. J’y vais. »